# تونی و سوزان
تونی و سوزان (انگلیسی: Tony and Susan) رمانی نوشتهٔ آستین رایت است که در سال ۱۹۹۳ منتشر شد. در سال ۲۰۱۰، این کتاب برای اولین بار در بریتانیا منتشر شد و از احیای انتقادی برخوردار شد که باعث شد در ایالات متحده تجدید چاپ شود. نیویورک تایمز این رمان را «مجذوب‌کننده» نامید. این کتاب با نام حیوانات شبگرد به ترجمه مهدی مرسلی و توسط نشر نادریان در سال ۱۳۹۸ منتشر شده است. 
داستان از آنجا آغاز می شود که ادوارد شوهر نخست سوزان ماروف در سپتامبر گذشته برایش فرستاد. او یک کتاب نوشته بود، یک رمان. او باید در مورد خواندن آن تصمیم می‌گرفت. ادامه داستان، در واقع خواندن رمان نوشته شده به وسیله ادوارد، یادآوری خاطرات مشترک سوزان و ادوارد در هنگام خواندن کتاب و جریان موازی رمان نوشته شده در داخل کتاب همزمان با یادآوری خاطرات و درگیری های ذهنی خواننده با این جریان موازی است. نویسنده به صورت استادانه ای تواسته این دو داستان را باهم پیش ببرد و خواننده را مجذوب روند داستان کند.  
در سال ۲۰۱۶ فیلم اقتباسی حیوانات شب‌زی به کارگردانی تام فورد از روی این رمان ساخته شد که با نظرات مثبتی مواجه شد.
البته نباید ناگفته بماند که کل داستان تونی و سوزان احتمالا به دلایل محدودیت بودجه یا زمان در فیلم نامه وارد نشده و بخشهایی از رمان به دلیل انتزاعی بودن در قالب فیلم نگنجیده است. با خواندن رمان توانایی نویسنده بیشتر به چشم می آید. 